# 마영정 (1997년 영화)
《마영정》(馬永貞, Hero)은 홍콩에서 제작된 원규 감독의 1997년 액션 영화이다. 카네시로 타케시 등이 주연으로 출연하였고 방일화 등이 제작에 참여하였다. 이 영화는 1972년 영화 마영정의 리메이크이다.

## 출연

### 주연
- 카네시로 타케시
- 원표

### 조연
- 위안더
- 주가령
- 원화
- 선선
- 원규
- Jessica Hester

## 기타
- 미술: 류민웅